# المركز المالي العالمي

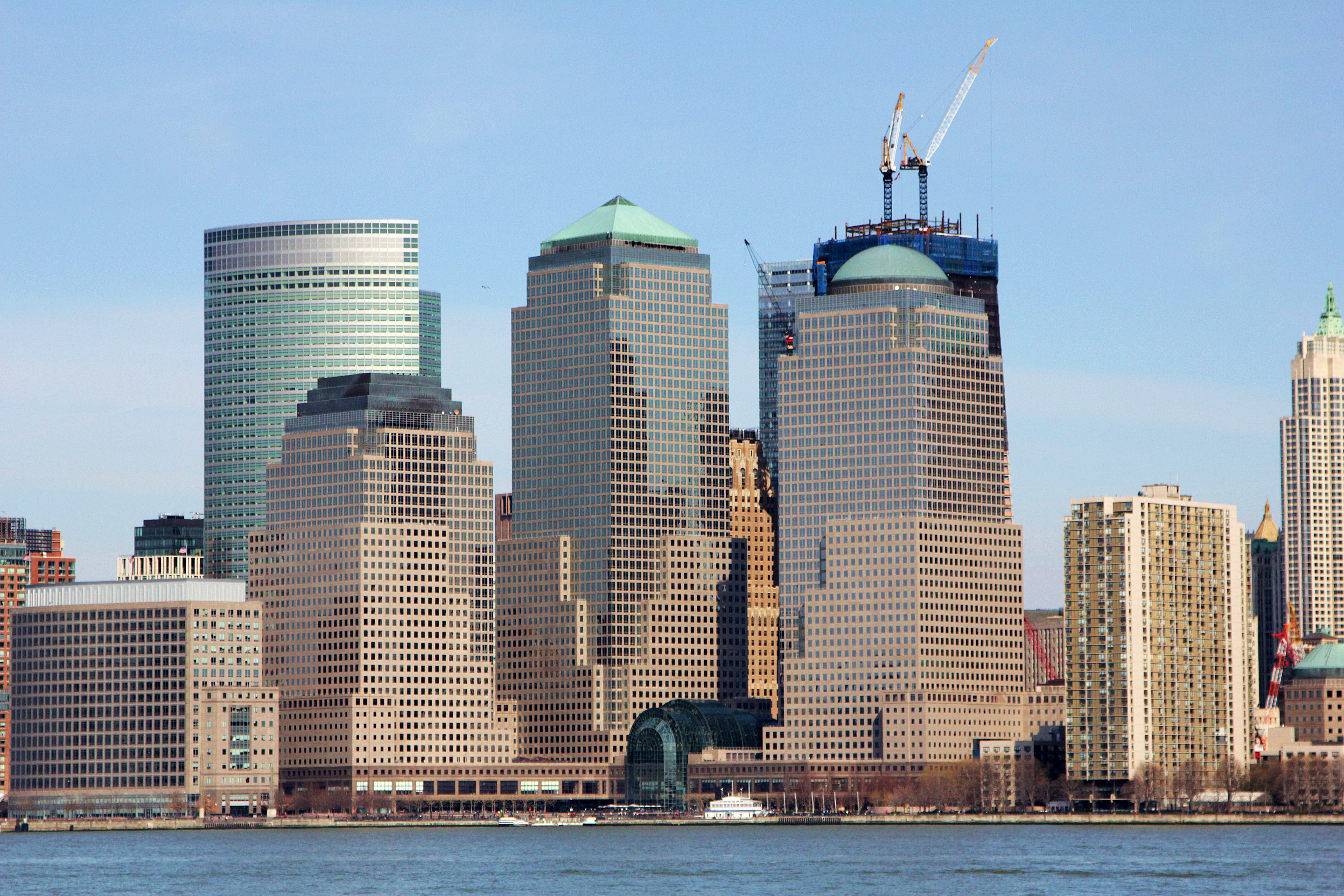
المركز المالي العالمي في نيويورك.

المركز المالي العالمي (بالإنجليزية: World Financial Center)‏ هو مجموعة مبانٍ في مانهاتن الجنوبية تشرف على نهر هدسن، ويقع إلى الغرب من الموقع السابق لمركز التجارة العالمي.
تقع في المركز المالي العالمي مكاتب عدد من الشركات، مثل ميريل لينش وأمريكان اكسبريس وداو جونز ووول ستريت جورنال.

## معرض صور

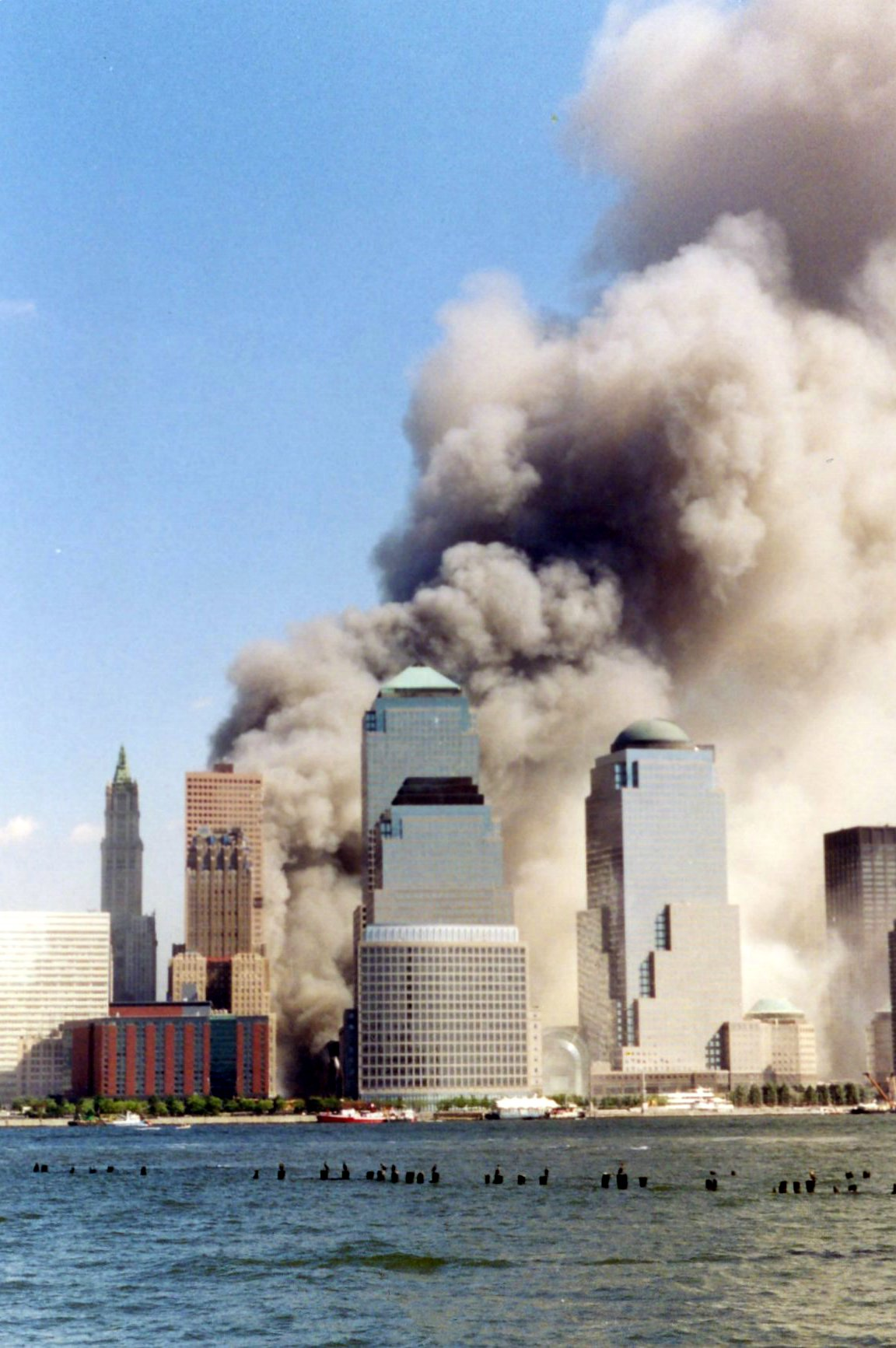
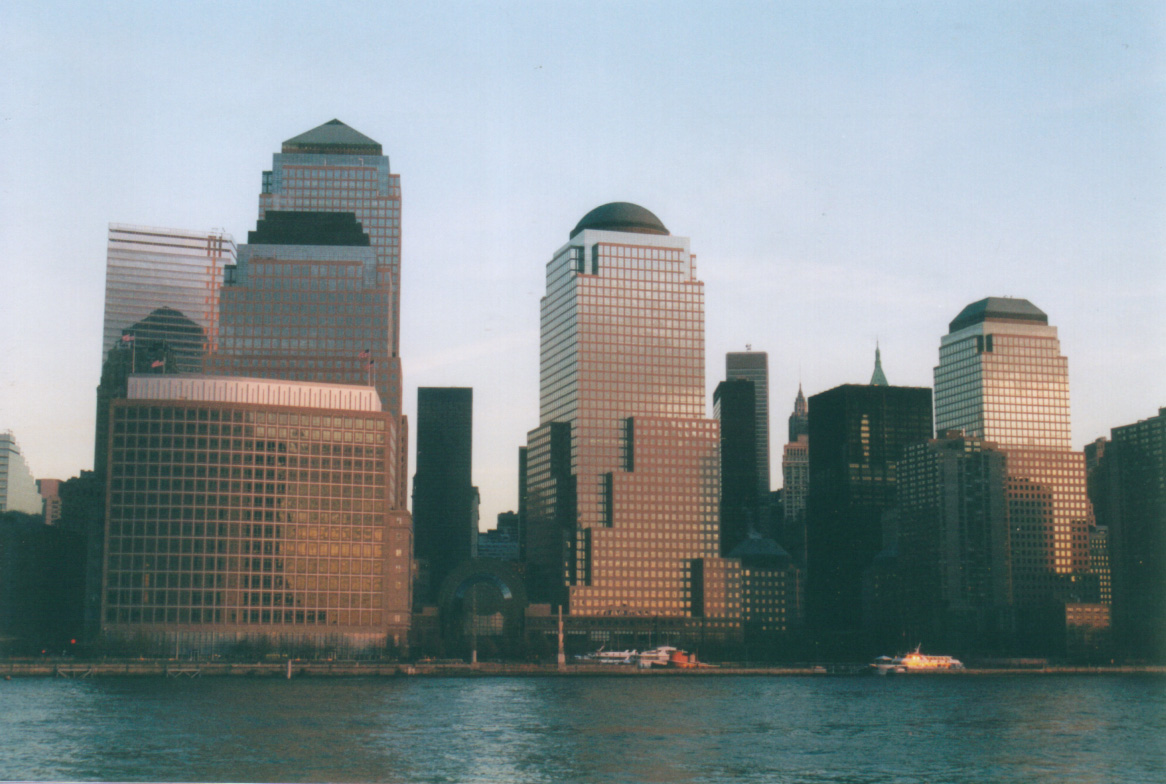
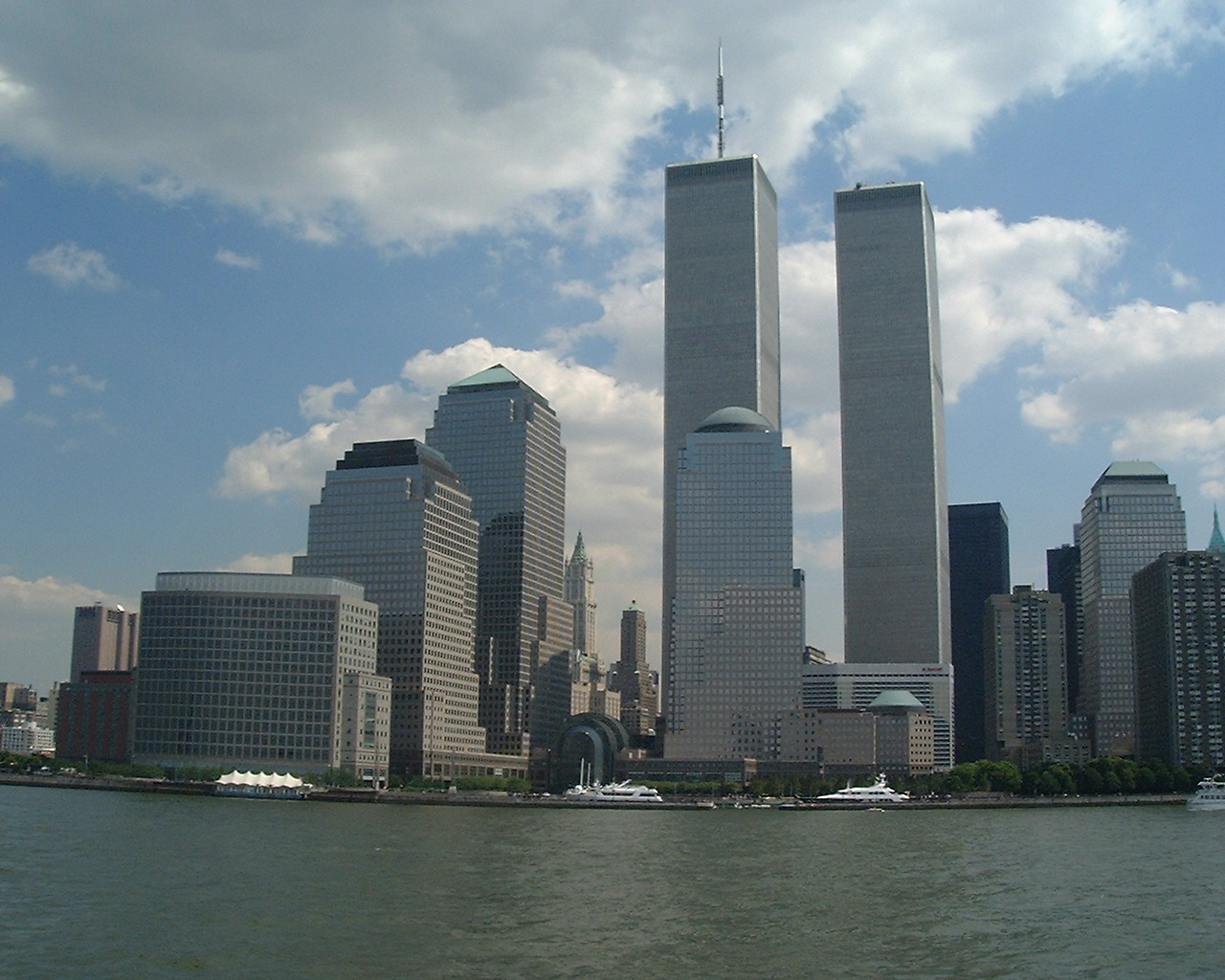
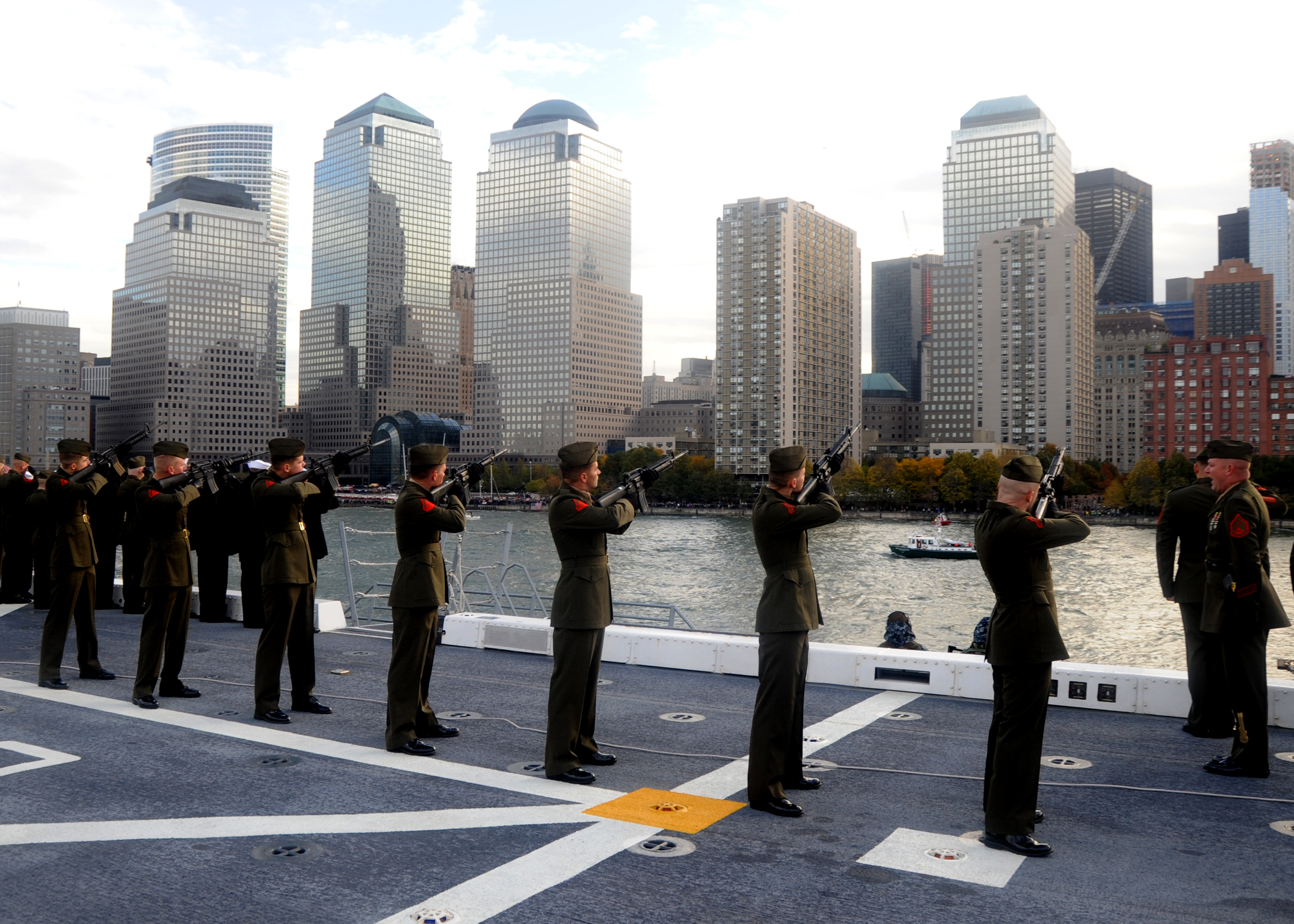
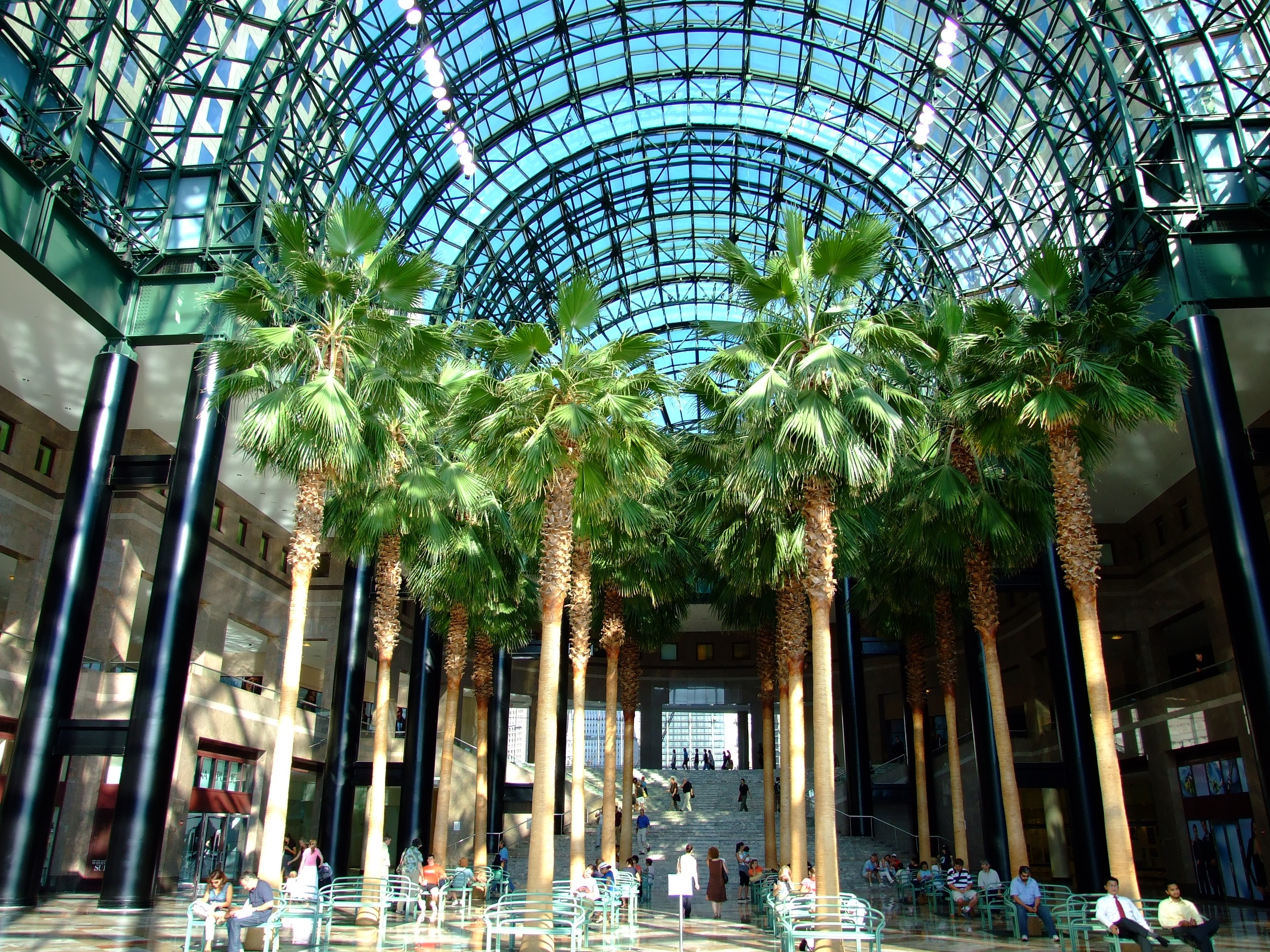